# Dingiri
Dingiri ist eine Ortschaft im westafrikanischen Staat Gambia.
Nach einer Berechnung für das Jahr 2013 leben dort etwa 2683 Einwohner, das Ergebnis der letzten veröffentlichten Volkszählung von 1993 betrug 2096.

## Geographie
Dingiri liegt in der Upper River Region (URR) Distrikt Fulladu East und liegt rund vier Kilometer südlich der South Bank Road unmittelbar an der Grenze zu Senegal.